# Kristályoszcillátor
A kristályoszcillátor egy elektronikus oszcillátor, melynek működési alapja a piezoelektromos jelenség (piezoelektromosság).
A mechanikus rezgések frekvenciává alakulnak át a kristályban. A kristályoszcillátort pontos és stabil frekvencia előállítására használják (digitális órák, számítógépek órajele, rádióadók/vevők, stb.). A legáltalánosabban használt piezoelektromos rezonátor a kvarckristály, de más piezoelektromos anyagok is alkalmazhatók, mint például a polikristályos kerámiák.
Kvarckristályokat néhány kilohertztől több megahertzes frekvenciára készítenek. Több mint 2 milliárd kristályt készítenek évente karórákba, órákba, mobiltelefonokba, számítógépekbe, rádiókba. Kvarckristályok részei a műszereknek, mint például, oszcilloszkópok, számolók, jelgenerátorok, mérőkészülékek.

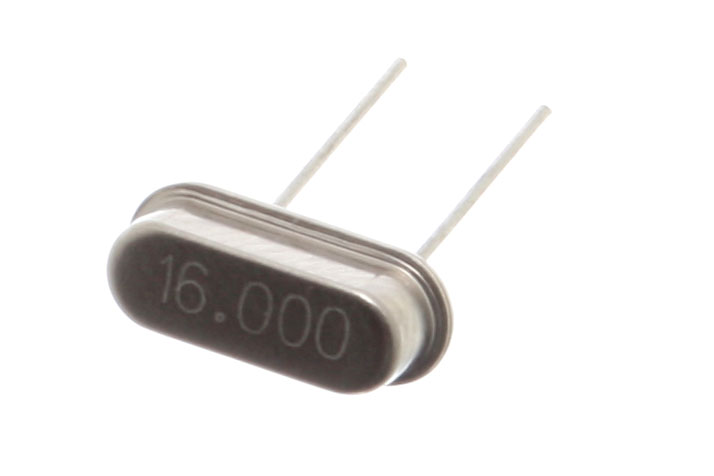
16 MHz-es kristályrezonátor

## Története
A piezoelektromosságot Jacques és Pierre Curie fedezte fel 1880-ban. Első ismert felhasználása szonárokban volt, az I. világháború idején. Az első kristályvezérelt oszcillátort 1917-ben építették nátrium-kálium-tartarátból, mely szintén piezoelektromos tulajdonsággal rendelkezik, 1918-ban szabadalmaztatta Bell Telephone Laboratories. Az elsőbbség vita tárgya volt. Az első kvarckristályvezérelt oszcillátort 1921-ben készítették az USA-ban.
1920 és 1930 között nagystabilitású referencia órajelnek használták elsődlegesen, 1926-ban rádióadók frekvenciastabilizátorainál kezdték alkalmazni, valamint rádióamatőrök használták. A kristályvezérelt oszcillátor kezdte kiszorítani a korábban használatos mechanikus ütemgenerátokat (pörgettyű). A kvarckristály lett a világ legpontosabb és stabilabb időreferenciája (30 év alatt 1 másodperc eltérés), egészen az atomórák megjelenéséig, melyet az 1950-es években készítettek először.
A II. világháború idején a kristályokat Brazíliából szerezték be, ezek természetes kvarckristályok voltak. A háború alatt megnövekedett igényeket nem tudták kielégíteni (rádiók, radarok), ezért intenzív kutatásba fogtak mesterséges kristályok előállítására. A Bell Laboratories mesterséges kristályokat fejlesztett ki az 50-es években hidrotermális eljárással. Az 1970-es évekre már kizárólag szintetikus kristályok voltak forgalomban.
A kristály-oszcillátorok még általánosan használt eszközök, de terjednek a kerámiarezonátorok is.

## Működés
A kristályok olyan szilárd anyagok, amelyekben az atomok, molekulák szabályos rendben, a tér mindhárom irányában ismétlődő minta szerint helyezkednek el, a térrácsot háromdimenziós elemi cellák hozzák létre. Elvileg majdnem minden elasztikus anyag használható lenne rezonáns frekvencia előállítására. A rezonáns frekvencia az anyag alakjától, méretétől és elaszticitásától függ. Nagyfrekvenciás kristályokat derékszögletes lapkákra vágják, a kisfrekvenciás kristályok alakja inkább a hangvillára hasonlít. Gyakran helyettesítik a kristályokat olcsó kerámiarezonátorokkal. A kvarckristályokkal elő lehet állítani a piezoelektromosság jelenségét. Ilyenkor a kristály úgy viselkedik, mint egy RLC áramkör (ellenállás, induktivitás és kapacitásból álló áramkör). A kvarckristályok további pozitív tulajdonsága, hogy megfelelő előállítás esetén igen alacsony a hőmérsékletfüggésük. Kritikus alkalmazásoknál, a kristályt tartalmazó eszközt hőmérséklet stabilizátor eszközzel tartják állandó hőmérsékleten, ilyen például a kristálykályha.

## Elektromos modell

Kristály rezonátor elektromos szimbóluma

A kvarckristály modellezhető, mint egy elektronikus áramkör, soros kis impedanciával és nagy párhuzamos impedanciával. Matematikailag:
{\displaystyle Z(s)=\left({{\frac {1}{s\cdot C_{1}}}+s\cdot L_{1}+R_{1}}\right)||\left({\frac {1}{s\cdot C_{0}}}\right)}
Ahol
s a komplex frekvencia ({\displaystyle s=j\omega }),
{\displaystyle \omega _{s}}, a soros rezonáns frekvencia radián/sec-ben kifejezve,
{\displaystyle \omega _{p}}, a párhuzamos rezonancia frekvenciája,
A soros és párhuzamos rezonáns frekvencia szorosan egymás mellett van.

Kristály helyettesítő áramköre

Ha egy kapacitást párhuzamosan kapcsolunk a kristállyal, akkor a párhuzamos rezonancia lefele változik.Ez lehetővé teszi, a frekvencia szabályozását.
A kristálygyártók úgy gyártják a kristályokat, hogy azok egy adott frekvencián működjenek.

## Rezonancia módok
A kvarc kristályok soros és párhuzamos rezonancián működnek. 30 MHz alatt a soros és párhuzamos rezonancia között működnek, mely induktív reaktanciát jelent. Járulékos kapacitás csökkenti a frekvenciát.
30 MHz felett általában soros rezonancián működnek, ahol az impedancia a minimumon van, és egyenlő a soros ellenállással. Ezeknél a kristályoknál a soros ellenállás kisebb, mint 100 ohm, és ezt specifikálják a kapacitás helyett. Ha felharmonikust akarnak előállítani, akkor járulékos LC áramkört kell alkalmazni.

## Hőmérsékletfüggés
A kristályok frekvenciakarakterisztikája a kialakított formától függ. A hangvillás kristályt úgy vágják, hogy a rezonancia közel szobahőmérsékleten működjön, és csökkenjen a hőmérséklet változásával. Egy általános együttható egy 32 kHz-es hangvilla típusú kristálynál: −0,04 ppm/°C².
{\displaystyle f=f_{0}[1-0,04\ {\mbox{ppm}}(T-T_{0})^{2}]}
Ez azt jelenti, hogy ez a típusú kristály (parabolikus karakterisztikával) szobahőmérsékleten jól tartja a frekvenciát, és 10 fokkal magasabb hőmérsékleten évi 2 percet késik, és 8 percet veszít 20 fokkal magasabb vagy alacsonyabb hőmérsékleten.

## Elektronikus oszcillátor
A kristályvezérelt oszcillátor áramkör fenntartja az oszcillációt, ha feszültséget kap a rezonátortól, majd ezt erősíti, és visszacsatolja a rezonátorba. A frekvenciát alapjában a kristály szerkezete határozza meg. A kristályvezérelt áramkör visszacsatolás révén állítja be stabilan a frekvenciát, és a keskeny sávszélesség miatt kiszűri a nemkívánt felharmonikusokat. A kimenő frekvencia az alapvető rezonáns érték vagy annak többszöröse.
30 MHz felett úgy tervezik a kristályt, hogy a harmadik, ötödik, vagy hetedik felharmonikus legyen a kimenő frekvencia. Ennek az az oka, hogy igen nehéz 30 MHz feletti kristályt készíteni.
Az egyik fő ok, hogy széles körben alkalmaznak kristály-oszcillátorokat, az a magas jósági tényezőjük (Jósági tényező (rezgőkör), Q faktor). A tipikus Q érték 104 - 106, összehasonlítva az LC oszcillátorral, aminek csak 102 a jósági tényezője. A maximális elérhető Q érték: Q = 1,6 × 107/f, ahol f a rezonancia-frekvencia MHz-ben.
Az egyik fontos jellemzője a kvarckristály oszcillátortoknak, hogy igen alacsony fázis-zajuk van. Sok oszcillátor különböző fázisú jeleket is produkál, melyek zavaróak lehetnek. Ez a jó tulajdonság teszi a kvarckristály oszcillátorokat keresetté a távközlési eszközökben, ahol stabil jelre van szükség, és a tudományos műszereknél, ahol precíz időjelre van szükség.
A különböző környezeti hatások befolyásolhatják az alapvető rezonáns frekvenciát, de ennek kiküszöbölésére speciális áramkörök léteznek. Ilyenek a TCXO, MCXO, és OCXO típusú oszcillátor áramkörök.
Öregedés és más környezeti tényezők miatt a legjobb oszcillátorok sem tudnak 10−10 értéknél stabilabb frekvenciát produkálni. Ez általában nem okoz gondot a legtöbb alkalmazásnál, de vannak olyan alkalmazások is, ahol ez számít. Ezért fejlesztették ki az atomórákat, ahol a stabilitás 10−14 körül van.
A kristály-oszcillátorok kimenetén előfordulhatnak álfrekvenciák, ezeket speciális áramkörökkel lehet korlátozni. A kristály-oszcillátorok a bekapcsolás után néhány másodperccel üzemképesek. A kályha-vezérelt OXCO-nál 3-10 percre van szükség a stabil működés eléréséig. A kristályoknak nincs belső meghibásodási mechanizmusa, általában hosszú évekig működhetnek. Az előforduló hibák a csatlakozó áramköröknél lehetségesek, illetve a környezeti körülmények megváltozása miatt. Az öregedés csökkentésére mesterséges öregedés alá vetik a kristályokat, mely 85–125 Celsius-fokon történő hosszabb tárolást jelent.

## Általánosan használt oszcillátor frekvenciák
Ilyenek a 3,579545 MHz, 4,433619 MHz, 10 MHz, 11,0592 MHz, 12 MHz, 14,318182 MHz, 17,734475 MHz, 20 MHz, 33,33 MHz, és a 40 MHz. A 3,579545 MHz elterjedésének az oka, az NTSC rendszerű színes TV vevők. Természetesen frekvencia osztókkal, sokszorozókkal, fáziszárt hurkokkal (PLL), elő lehet állítani tetszőleges frekvenciákat is, ahol a stabilitást a kvarckristály oszcillátor adja.
Számítógépes video képernyőknél a 14,318182 MHz terjedt el. Az IBM PC is ezt a frekvenciát használta, a PCI óta a 33.33 MHz gyakoribb alapfrekvencia. A 11,059 MHz az RS232 típusú átvitelnél szabványos, az USB elterjedése óta a 12 MHz gyakori. Az arduinonál hagyományosan a 8 ill. 16 MHz volt elterjedt. Kristályokat változatos frekvencia értékekre készítenek néhány kilohertztől, több száz MHz-ig. Hibás tervezés tönkremenést okozhat, de ez így van minden más eszköznél is. A 32,768 KHz frekvenciát órákban használják. Innen származik az úgynevezett "óra kvarc" elnevezés.

## Kristály-oszcillátor típusok
- ATCXO — Analog temperature controlled crystal oscillator (Analóg hőmérséklet kompenzált CO)
- CDXO — Calibrated dual crystal oscillator (Kalibrált duális CO)
- DTCXO — Digital temperature compensated crystal oscillator (Digitálisan kompenzált CO)
- EMXO — Evacuated miniature crystal oscillator (Kiürített miniatűr OC)
- GPSDO — Global positioning system disciplined oscillator (GPS-re tervezett OC)
- MCXO — Microcomputer-compensated crystal oscillator (Mikroszámítógép kompenzált OC)
- OCVCXO — Oven-controlled voltage-controlled crystal oscillator (Kályha vezérelt - feszültség vezérelt OC)
- OCXO — Oven-controlled crystal oscillator (Kályha vezérelt OC)
- RbXO — Rubídium crystal oscillators (Rubídium vezérelt OC)
- TCVCXO — Temperature-compensated voltage-controlled crystal oscillator (Hőmérséklet kompenzált, feszültség vezérelt OC)
- TCXO — Temperature-compensated crystal oscillator (Hőmérséklet kompenzált, OC)
- TMXO – Tactical miniature crystal oscillator (Taktikai miniatűr OC)
- TSXO — Temperature-sensing crystal oscillator (Hőmérséklet érzékelő OC)
- VCTCXO — Voltage-controlled temperature-compensated crystal oscillator (Feszültség vezérelt – hőmérséklet kompenzált OC)
- VCXO — Voltage-controlled crystal oscillator (Feszültség vezérelt OC)